# Polemio
Flavio Giulio Valerio Alessandro Polemio (in latino Flavius Iulius Valerius Alexander Polemius; fl. 337-338) è stato uno scrittore, militare e politico romano.

## Biografia
Polemio fu console nel 338, sotto l'imperatore Costanzo II. È stato suggerito che la nomina di Polemio e del suo collega Flavio Urso a consoli per il 338 sia stata in qualche modo una ricompensa all'esercito, di cui erano comandanti, per il sostegno dato a Costanzo in occasione delle purghe del 337, che avevano eliminato i pretendenti al trono dopo la morte di Costantino I.

### Itinerarium AlexandrieRomanzo di Alessandro
Costanzo si dovette occupare della turbolenta frontiera orientale dell'impero, oltre la quale c'erano i Sasanidi. In occasione di una delle campagne condotte dall'imperatore, intorno al 340, venne composto e dedicato a Costanzo l'Itinerarium Alexandri ("Il viaggio di Alessandro"), che conteneva le imprese di Alessandro Magno durante la sua campagna contro i Persiani. L'opera, un palese parallelo tra le imprese del re macedone e dell'imperatore romano, contiene anche una traduzione del Romanzo di Alessandro.
Gli studiosi moderni ritengono che Polemio sia stato il traduttore del Romanzo; meno sostegno ha oggi l'ipotesi che abbia anche composto l'Itinerarium.